# Escoles públiques de la Bisbal d'Empordà

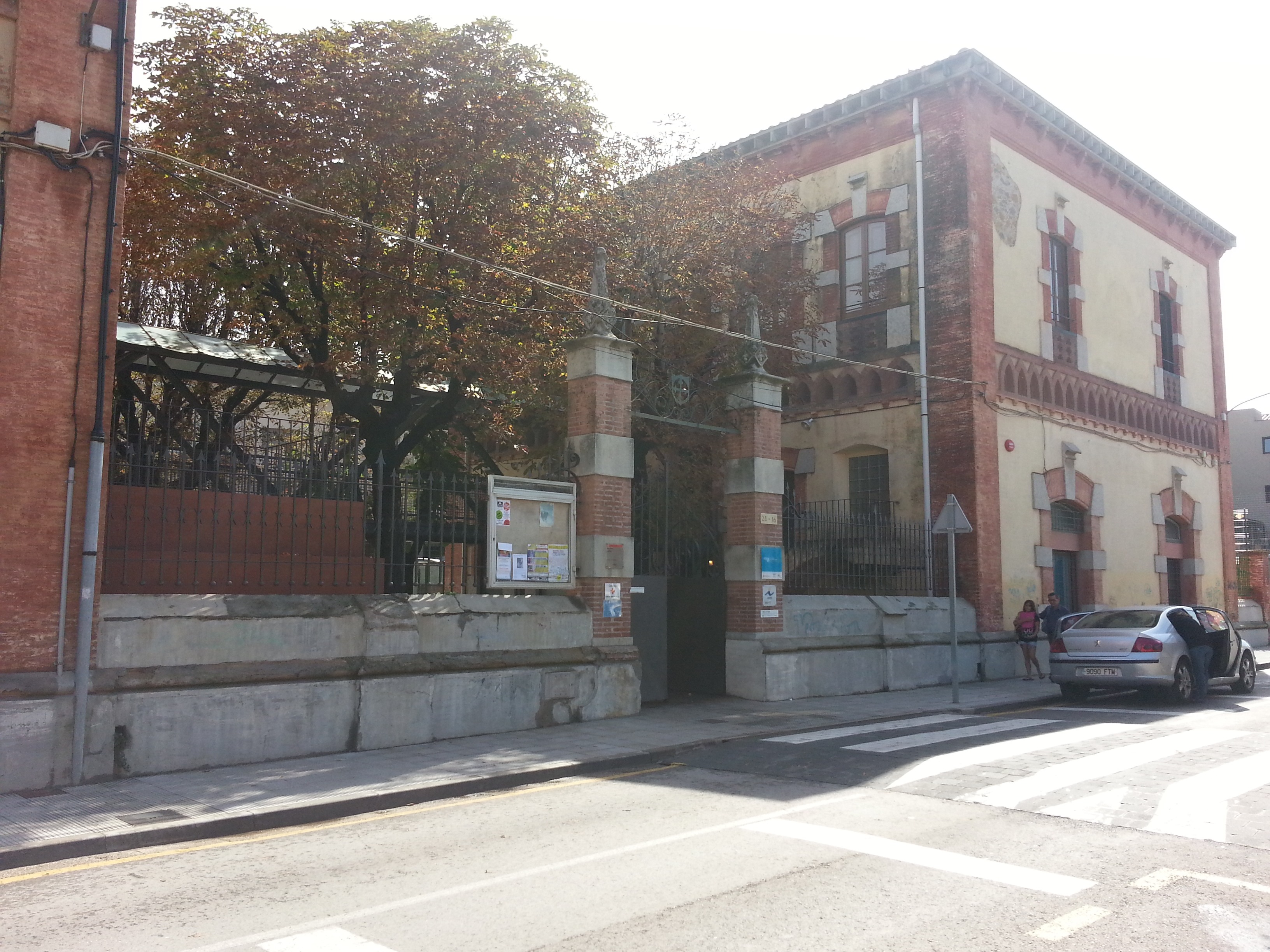

Les Escoles Velles, Institut de Formació Professional o escoles públiques és una obra de la Bisbal d'Empordà inclosa en l'Inventari del Patrimoni Arquitectònic de Catalunya.

## Descripció
Les Escoles Velles estan situades al carrer de l'1 d'octubre de 2017. Estan formades per dos cossos de planta rectangular disposats perpendicularment a la línia del carrer i units per una tanca on es troba l'accés. Ambdós cossos presenten la mateixa estructura: planta baixa, pis i coberta de teula a quatre vessants; les obertures són d'arc molt rebaixat. Actualment, els dos edificis es comuniquen per un pont de ferro sostingut per columnes. És interessant la utilització del maó vist com a element decoratiu del conjunt.

## Història
L'edifici fou construït entre els anys 1908 i 1909. L'any 1982 fou restaurat i s'afegí el pont que uneix els dos cossos.